# Pam pam
«Pam Pam» es el primer sencillo de Pa'l Mundo Deluxe Edition lanzado en el 2006, que es un relanzamiento de Pa'l mundo, álbum lanzado en 2005 por Wisin & Yandel, dúo de reguetón.

## Canción
«Pam pam» fue interpretado en los premios Grammy Latinos en Nueva York. Se realizó un remix de esta canción con Romeo Santos de Aventura, grupo de bachata.

### Plagio
También Wisin & Yandel fueron acusados de plagio por medio de una demanda legal por haber utilizado parte del tema musical "Llorando se fue", de autoría de la agrupación boliviana folclórica Los Kjarkas en esta canción. Con relación al videoclip que fue filmado en Río de Janeiro, Brasil, parece que fue inspirada en la agrupación brasileña Kaoma que les hizo famoso con el tema musical "Lambada". Durante la década de los años 80' también provocó controversia, ya que esta agrupación fue acusada de plagio y que tuvieron que indemnizar a dicha agrupación boliviana respecto a los derechos de autor.

## Video musical
El video musical empieza con la melodía de la canción "Llorando se fue", mostrando lugares, calles y playas de Río de Janeiro, donde se filmó el video. Luego se muestra al dúo entrar a una discoteca donde están bailando mujeres con polleras. Las imágenes del video muestran a niños, barrios, mujeres, la bandera de Brasil y lugares culturales, como el Cristo Redentor. El video musical fue dirigido por David Impelluso.

## Posicionamiento
| Listas (2006)                | Posición máxima |
| ---------------------------- | --------------- |
| Hot Latin Tracks             | 1               |
| Latin Rhythm Airplay         | 1               |
| Tropical Airplay             | 1               |
| Chile Singles Chart          | 4               |
| Perú Top 100                 | 4               |
| Iberoamérica Top 100         | 17              |
| Latin America Top 40 Airplay | 13              |
| HTV                          | 1               |